# Acalypha dregei
Acalypha dregei är en törelväxtart som beskrevs av Michel Gandoger. Acalypha dregei ingår i släktet akalyfor, och familjen törelväxter. Inga underarter finns listade i Catalogue of Life.